# Dino Williams
Dino Williams (nacido en Salt Spring, Jamaica, el 31 de marzo de 1990) es un futbolista profesional jamaiquino. Se desempeña en el terreno de juego como delantero. Su actual equipo es el Montego Bay United FC de la Liga Premier de Jamaica. 

## Clubes
| Club                  | País           | Año           |
| --------------------- | -------------- | ------------- |
| Village United F.C    | Jamaica        | 2009 - 2012   |
| Charleston Battery    | Estados Unidos | 2012-2013     |
| Montego Bay United FC | Jamaica        | 2013-2016     |
| Indy Eleven           | Estados Unidos | 2016-2017     |
| Montego Bay United FC | Jamaica        | 2017-presente |

## Carrera internacional
Dino Williams fue convocado por primera vez a la Selección de fútbol de Jamaica en el año 2012, acumulando un total de 8 apariciones con la selección mayor; Williams fue parte de la selección mayor en la Copa América Chile 2015.